# Camilo Mayada
Camilo Mayada, vollständiger Name Camilo Sebastián Mayada Mesa, (* 8. Januar 1991 in Empalme de Sauce) ist ein uruguayischer Fußballspieler.

## Karriere

### Verein
Der nach Angaben seines Vereins 1,75 Meter große Mittelfeldspieler Mayada hat vier Brüder und stammt aus Villa San José. Er spielte zunächst Fußball in seinem Heimatdepartamento. Dort gehörte er als Neunjähriger der Baby-fútbol-Departamentoauswahl an. Im Alter von elf Jahren schloss er sich der Jugendabteilung Danubios an. Dort gewann er bereits mit der U-16 eine Meisterschaft. Er steht mindestens seit der Apertura 2009 im Kader des Erstligisten Danubio. Für die Montevideaner bestritt er bis zum Abschluss der Spielzeit 2012/13 52 Spiele in der Primera División und erzielte einen Treffer. Auch in einer Begegnung der Copa Sudamericana lief er 2012 auf. In der Saison 2013/14 trug er mit 32 weiteren Erstligabegegnungen (drei Tore) zum Gewinn des Landesmeistertitels bei. In der laufenden Saison 2014/15 wurde er bislang (Stand: 26. Januar 2015) in elf Erstligaspielen (ein Tor) und einer Partie (kein Tor) der Copa Sudamericana 2014 eingesetzt. Am 21. Januar 2015 wurde sein sofortiger Wechsel zu River Plate vermeldet. Beim argentinischen Klub unterschrieb er einen Dreijahresvertrag. Er gewann in seinem ersten Jahr bei den Argentiniern die Copa Libertadores und die Recopa Sudamericana. In der Primera División absolvierte er bislang (Stand: 31. Juli 2016) 33 Erstligaspiele (ein Tor), je einmal (kein Tor) kam er in der Supercopa und der Copa Argentina zum Einsatz. Auf internationaler Ebene stehen jeweils ohne persönlichen Torerfolg drei bestrittene Begegnungen in der Copa Sudamericana 2015, zwölf Spiele in der Copa Libertadores 2015, zwei Einsätze in der Recopa und einer bei der FIFA-Klub-Weltmeisterschaft 2015 zu Buche. Im Spiel um die Suruga Bank Meisterschaft, die sein Klub ebenfalls gewann, wirkte er auch mit. Während der Copa Libertadores 2016 traf er bei sechs Einsätzen zweimal. Nach über vier Jahren in Argentinien wechselte er 2019 nach Mexiko zu Atlético San Luis. Dort verbrachte er zwei Spielzeiten, bevor er sich Club Libertad anschloss.

### Nationalmannschaft
Mayada gehört auch der U-20-Nationalmannschaft Uruguays an. Mit dieser nahm an der U-20 Südamerikameisterschaft 2011 in Peru sowie an der U-20 Weltmeisterschaft 2011 in Kolumbien teil. Beim erstgenannten Turnier wurde er neunmal eingesetzt und erzielte ein Tor in der Partie gegen Ecuador. Bei der WM spielte er dreimal. 2012 gehörte er im Vorfeld der Olympischen Spiele 2012 der Olympiaauswahl Uruguays an. Insgesamt (Stand: 5. September 2014) bestritt er in den diversen uruguayischen Auswahlteams abseits der A-Nationalmannschaft 36 Länderspiele und schoss zwei Tore.
Für die beiden Freundschaftsländerspiele gegen Japan und Süd-Korea am 5. und 8. September 2014 wurde Mayada von Nationaltrainer Óscar Tabárez in das Aufgebot der A-Nationalmannschaft berufen. Dort debütierte er am 5. September 2014 unter dem in dieser Partie verantwortlichen Trainergespann Celso Otero und Mario Rebollo beim 2:0-Auswärtssieg im Freundschaftsländerspiel gegen Japan, als er in der 84. Spielminute für Martín Cáceres eingewechselt wurde. Sein vorläufig letzter Länderspieleinsatz datiert vom 8. Oktober 2015. Damit absolvierte er bislang sieben A-Länderspiele (kein Tor).

## Erfolge
- U-20-Vize-Südamerikameister: 2011
- Uruguayischer Meister: 2013/14
- Copa Libertadores: 2015, 2018
- Recopa Sudamericana: 2015, 2019
- Copa Suruga Bank: 2015
- Paraguayischer Meister: 2022